# Полонский, Владислав Александрович
Владисла́в Алекса́ндрович Поло́нский (род. 24 ноября 1947, Витебск, Белорусская ССР, СССР) — российский военачальник, генерал-полковник (2005). Начальник Главного автобронетанкового управления Министерства обороны Российской Федерации с 2004 по 2007 год.

## Биография
Родился 24 ноября 1947 г. в Витебске (Белорусская ССР) в семье военнослужащего. Его родители — отец Александр Аркадьевич и мать Елена Эдуардовна.
Учёба. В 1966 году Владислав Александрович окончил 11 классов средней общеобразовательной школы № 4 г. Гомель (БССР) и в этом же году поступил в Рязанское военное, ордена Красной Звезды автомобильное училище, которое окончил в 1969 году с отличием и занесением на доску Почёта. После училища лейтенант Полонский В. А. был направлен в Пензенское высшее инженерное артиллерийское училище им. Главного Маршала артиллерии Н. Н. Воронова на должность Заместителя командира автомобильной роты по технической части дивизиона обеспечения учебного процесса. Именно здесь, под руководством опытного командира дивизиона подполковника Дебелюка П. В. и начальника автомобильной службы училища майора В. Г. Метелева прошло становление молодого офицера-автомобилиста. Серьёзной проверкой профессиональной подготовки лейтенанта стала должность Заместителя командира автомобильного батальона по технической части на уборке урожая в 1972 году, по итогам которой он был награждён своей первой Правительственной наградой — медалью «За трудовую доблесть».
В 1973 году старшего лейтенанта Полонского В. А. переводят в Группу Советских войск в Германии, откуда в 1977 году с должности начальника штаба отдельного ремонтно-восстановительного батальона 7гв. Танковой дивизии 1 гв. Танковой армии он поступает на автомобильный факультет военной академии тыла и транспорта.
После окончания военной академии в 1980 году уже в воинском звании майор, Владислав Полонский назначается на должность офицера управления вооружения Главного командования войск Дальнего востока (г. Улан-Удэ), где последовательно проходит должности старшего офицера, Заместителя начальника штаба вооружения, получает воинские звания подполковник в 1983 году и полковник в 1988 году.
Служба в Главном командовании войск Дальнего востока сформировала В. А. Полонского как специалиста технического обеспечения оперативно-стратегического уровня, что очень помогло ему в дальнейшей службе в центральном аппарате Министерства обороны. Родина отметила заслуги В.А, Полонского в этот период орденом «За службу Родине в Вооружённых Силах СССР» III степени.
С 1989 года — в главном автомобильном управлении МО СССР (ГЛАВТУ) на должностях старшего офицера, начальника отдела, начальника организационно-планового управления — Заместителя начальника ГЛАВТУ МО. В 1993 году В. А. Полонскому присваивается воинское звание генерал-майор.
После образования в 1995 году Главного автобронетанкового управления (ГАБТУ) генерал-майор Полонский В. А. проходит службу в должности начальника штаба — первого Заместителя начальника ГАБТУ МО РФ, а 31 января 2004 года становится начальником Главного автобронетанкового управления МО РФ. Эту должность Владислав Александрович занимал до 22 ноября 2007 г. За 2 дня до своего 60-летия он был освобождён от должности с формулировкой «по выслуге лет» и уволен с военной службы.
В должности начальника ГАБТУ МО РФ продолжил реализацию проектов создания новых и модернизацию существующих образцов бронетанкового вооружения и военной автомобильной техники, совершенствования управления системой танкового и автотехнического обеспечения в области эксплуатации и ремонта техники, подготовки офицерских кадров и младших специалистов автобронетанковой службы.
В 2005 году присвоено звание генерал-полковник.
После окончания военной службы в 2007 году и по настоящее время — работа в промышленности (КАМАЗ) по созданию современных образцов военной автомобильной техники.
Кандидат технических наук (2006 г.), Заслуженный военный специалист Российской Федерации (2006 г.), лауреат Премии Правительства РФ в области науки и техники (2006 г.).
Владислав Александрович Полонский женат, имеет двух дочерей и четверых внуков.

## Воинские звания
- лейтенант (1969)
- старший лейтенант (1972 или 1973)
- капитан (?)
- майор (1980)
- подполковник (1983)
- полковник (1988)
- генерал-майор (19 апреля 1993 г.)[2]
- генерал-лейтенант (?)
- генерал-полковник (22 февраля 2005 г.)[3]

## Награды
- Орден «За военные заслуги»
- Орден Почёта
- Медаль «За трудовую доблесть»
- Медаль «В ознаменование 100-летия со дня рождения Владимира Ильича Ленина»
- Медаль Жукова
- Юбилейная медаль «300 лет Российскому флоту»
- Медаль «В память 850-летия Москвы»
- Медаль «Ветеран Вооружённых Сил СССР»
- Медаль «За заслуги в проведении Всероссийской переписи населения»
- Медаль «За воинскую доблесть» (Минобороны) (1 степени)
- Медаль «200 лет Министерству обороны»
- Юбилейная медаль «50 лет Вооружённых Сил СССР»
- Юбилейная медаль «60 лет Вооружённых Сил СССР»
- Юбилейная медаль «70 лет Вооружённых Сил СССР»
- Орден «За службу Родине в Вооружённых Силах СССР» (3-й степени)
- Медаль «За отличие в военной службе» (1-й степени)
- Медаль «За безупречную службу» (1-й 2-й и 3-й степени)
- Медаль «За укрепление боевого содружества»